# Wang Xing
Wang Xing ((王兴S; Longyan, 18 febbraio 1979) è un imprenditore cinese, miliardario e CEO di Meituan-Dianping.
Secondo Forbes il suo patrimonio netto è stimato nel 2022 in 15,6 miliardi di dollari.

## Biografia
Wang Xing è nato nel 1979 a Longyan, Fujian, Cina. Si è laureato alla Tsinghua University in ingegneria elettronica nel 2001. Ha conseguito un dottorato di ricerca in ingegneria informatica presso l'Università del Delaware dal 2001 al 2004, ma poi ha abbandonato il programma. Tuttavia, nel 2005, ha conseguito un master in ingegneria informatica presso la stessa Università del Delaware.

## Startup
Dopo aver abbandonato l'Università del Delaware, Wang è tornato in Cina e, con un paio di amici, ha cercato di creare una versione cinese dell'allora sito di social networking Friendster. Il suo primo sito di questo tipo si chiamava Duoduoyou ("Molti amici"), rivolto agli studenti di varie università cinesi. Dopo che Duoduoyou non è riuscito a decollare, ha avviato Youzitu per servire studenti cinesi all'estero, ma il sito è stato chiuso.
Nel 2005 ha creato una versione cinese di Facebook chiamata Xiaonei ("On Campus"). Il sito è stato un successo, ma Wang ha dovuto venderlo a causa di problemi finanziari. I nuovi proprietari hanno rinominato il sito, che ora si chiama Renren ("Everybody").
Nel 2007 ha creato una versione cinese di Twitter chiamata Fanfou. È stato il primo grande sito di microblogging in Cina, ma è stato presto chiuso dal governo per contenuti politicamente sensibili. Alla fine è stato permesso di riaprire, ma a quel punto altri siti di microblogging cinesi come Sina Weibo e Tencent Weibo erano entrati nel mercato e avevano conquistato una quota di mercato sostanziale.
Nel 2010 ha fondato il sito cinese di acquisto di gruppo Meituan, basato sul modello di business di Groupon. Meituan ha avuto un enorme successo e si è fusa con Dianping nel 2015.

## Polemica

### Politica
Il 3 maggio 2021, Wang ha pubblicato una poesia della dinastia Tang (618–907 d.C.) sul rogo di libri su Fanfou, una piattaforma di social media di sua proprietà, un'azione ampiamente vista come un colpo velato contro l'amministrazione del segretario generale del Partito Comunista Cinese Xi Jinping, la repressione della società civile e della libertà intellettuale, l'esclusione dell'attività accademica dall'ascesa al potere. La poesia, intitolata "Book Burning Pit", parla della pratica del defunto imperatore Qin Shi Huang di decapitare studiosi e bruciare libri,  per poi essere rovesciato più tardi da ribelli analfabeti durante il suo regno.
Come risultato del post, le azioni di Meituan sono crollate del 7,1% lo stesso giorno, cancellando 36,98 miliardi di dollari dalla capitalizzazione di mercato della società nelle settimane successive. L'azienda è stata successivamente esaminata dall'Ufficio municipale per le risorse umane e la sicurezza sociale di Pechino ed è diventata l'obiettivo di un'indagine anti-monopolio da parte dell'Amministrazione statale della regolamentazione del mercato, ampiamente considerata una rappresaglia politica per i commenti di Wang.